# Elecciones federales de México de 2021 en Veracruz
Las elecciones federales de México de 2021 en Veracruz se llevaron a cabo el domingo 6 de junio de 2021, y en ellas se renovaron los siguientes cargos de elección popular:
- 20 diputados federales. Miembros de la cámara baja del Congreso de la Unión. Veinte elegidos por mayoría simple. Todos ellos electos para un periodo de tres años a partir del 1 de agosto de 2021 con la posibilidad de reelección por hasta tres periodos adicionales.

## Resultados electorales

### Diputados federales por Veracruz

#### Diputados Electos
| Distrito | Candidato                             | Partido | Tipo de elección |
| -------- | ------------------------------------- | ------- | ---------------- |
| 1        | Armando Antonio Gómez Betancourt      |         | Mayoría relativa |
| 2        | María del Carmen Pinete Vargas        |         | Mayoría relativa |
| 3        | María Bertha Espinoza Segura          |         | Mayoría relativa |
| 4        | Rosa Hernández Espejo                 |         | Mayoría relativa |
| 5        | Raquel Bonilla Herrera                |         | Mayoría relativa |
| 6        | Jaime Humberto Pérez Bernabé          |         | Mayoría relativa |
| 7        | Mónica Herrera Villavicencio          |         | Mayoría relativa |
| 8        | Claudia Tello Espinosa                |         | Mayoría relativa |
| 9        | José Francisco Yunes Zorrilla         |         | Mayoría relativa |
| 10       | Rafael Hernández Villalpando          |         | Mayoría relativa |
| 11       | Flora Tania Cruz Santos               |         | Mayoría relativa |
| 12       | María Josefina Gamboa Torales         |         | Mayoría relativa |
| 13       | Santiago Gregorio Morales Rendón      |         | Mayoría relativa |
| 14       | Rosalba Valencia Cruz                 |         | Mayoría relativa |
| 15       | Dulce María Corina Villegas Guarneros |         | Mayoría relativa |
| 16       | Martha Rosa Morales Romero            |         | Mayoría relativa |
| 17       | Valentín Reyes López                  |         | Mayoría relativa |
| 18       | Itzel Aleli Domínguez Zopiyactle      |         | Mayoría relativa |
| 19       | Paola Tenorio Adame                   |         | Mayoría relativa |
| 20       | Esteban Bautista Hernández            |         | Mayoría relativa |

#### Resultados
|  | 39.00 % |

|  | 15.44 % |

|  | 11.19 % |

|  | 7.16 % |

|  | 5.89 % |

|  | 5.85 % |

|  | 3.38 % |

|  | 3.20 % |

|  | 2.81 % |

|  | 2.64 % |

|  | 3.39 % |

|  | 0.06 % |

|  | 100 % |

|  | 60.39 % |

## Resultados por distrito electoral

### Distrito 1. Pánuco
|  | 55.30 % |

|  | 29.79 % |

|  | 4.71 % |

|  | 3.14 % |

|  | 2.15 % |

|  | 2.03 % |

|  | 2.70 % |

|  | 0.19 % |

|  | 100 % |

### Distrito 2. Tantoyuca
|  | 43.80 % |

|  | 43.52 % |

|  | 3.77 % |

|  | 2.02 % |

|  | 1.70 % |

|  | 1.38 % |

|  | 3.73 % |

|  | 0.08 % |

|  | 100 % |

### Distrito 3. Túxpam de Rodríguez Cano
|  | 48.45 % |

|  | 28.52 % |

|  | 9.03 % |

|  | 7.04 % |

|  | 2.35 % |

|  | 1.80 % |

|  | 2.75 % |

|  | 0.06 % |

|  | 100 % |

### Distrito 4. Veracruz
|  | 48.57 % |

|  | 42.69 % |

|  | 3.13 % |

|  | 1.25 % |

|  | 1.12 % |

|  | 1.09 % |

|  | 2.10 % |

|  | 0.05 % |

|  | 100 % |

### Distrito 5. Poza Rica de Hidalgo
|  | 49.63 % |

|  | 30.88 % |

|  | 5.18 % |

|  | 4.73 % |

|  | 4.06 % |

|  | 2.65 % |

|  | 2.72 % |

|  | 0.15 % |

|  | 100 % |

### Distrito 6. Papantla de Olarte
|  | 36.23 % |

|  | 33.77 % |

|  | 10.15 % |

|  | 7.01 % |

|  | 3.60 % |

|  | 2.71 % |

|  | 1.61 % |

|  | 2.15 % |

|  | 2.74 % |

|  | 0.02 % |

|  | 100 % |

### Distrito 7. Martínez de la Torre
|  | 36.00 % |

|  | 27.01 % |

|  | 7.06 % |

|  | 6.64 % |

|  | 5.33 % |

|  | 5.19 % |

|  | 4.81 % |

|  | 3.33 % |

|  | 4.59 % |

|  | 0.04 % |

|  | 100 % |

### Distrito 8. Xalapa
|  | 43.92 % |

|  | 26.34 % |

|  | 12.29 % |

|  | 7.45 % |

|  | 3.82 % |

|  | 2.31 % |

|  | 3.83 % |

|  | 0.04 % |

|  | 100 % |

### Distrito 9. Coatepec
|  | 37.81 % |

|  | 33.25 % |

|  | 8.09 % |

|  | 4.31 % |

|  | 4.17 % |

|  | 3.49 % |

|  | 2.35 % |

|  | 2.14 % |

|  | 4.35 % |

|  | 0.05 % |

|  | 100 % |

### Distrito 10. Xalapa
|  | 40.64 % |

|  | 37.60 % |

|  | 6.90 % |

|  | 2.90 % |

|  | 2.44 % |

|  | 2.19 % |

|  | 2.15 % |

|  | 1.48 % |

|  | 3.59 % |

|  | 0.10 % |

|  | 100 % |

### Distrito 11. Coatzacoalcos
|  | 57.26 % |

|  | 22.95 % |

|  | 5.74 % |

|  | 3.34 % |

|  | 2.53 % |

|  | 2.37 % |

|  | 1.98 % |

|  | 0.93 % |

|  | 2.84 % |

|  | 0.06 % |

|  | 100 % |

### Distrito 12. Veracruz
|  | 48.46 % |

|  | 38.77 % |

|  | 5.81 % |

|  | 1.67 % |

|  | 1.57 % |

|  | 1.46 % |

|  | 2.21 % |

|  | 0.05 % |

|  | 100 % |

### Distrito 13. Huatusco
|  | 43.30 % |

|  | 37.89 % |

|  | 10.07 % |

|  | 2.52 % |

|  | 1.79 % |

|  | 1.19 % |

|  | 3.20 % |

|  | 0.04 % |

|  | 100 % |

### Distrito 14. Minatitlán
|  | 60.61 % |

|  | 24.73 % |

|  | 3.80 % |

|  | 3.40 % |

|  | 2.37 % |

|  | 2.04 % |

|  | 3.03 % |

|  | 0.03 % |

|  | 100 % |

### Distrito 15. Orizaba
|  | 41.48 % |

|  | 40.93 % |

|  | 8.01 % |

|  | 2.78 % |

|  | 1.61 % |

|  | 2.13 % |

|  | 3.00 % |

|  | 0.05 % |

|  | 100 % |

### Distrito 16. Córdoba
|  | 50.04 % |

|  | 32.03 % |

|  | 6.15 % |

|  | 4.01 % |

|  | 2.45 % |

|  | 2.09 % |

|  | 3.10 % |

|  | 0.13 % |

|  | 100 % |

### Distrito 17. Cosamaloapan
|  | 52.58 % |

|  | 24.24 % |

|  | 8.35 % |

|  | 4.64 % |

|  | 3.22 % |

|  | 2.63 % |

|  | 4.30 % |

|  | 0.04 % |

|  | 100 % |

### Distrito 18. Zongolica
|  | 46.55 % |

|  | 31.44 % |

|  | 4.60 % |

|  | 4.43 % |

|  | 4.30 % |

|  | 3.91 % |

|  | 4.74 % |

|  | 0.04 % |

|  | 100 % |

### Distrito 19. San Andrés Tuxtla
|  | 48.62 % |

|  | 21.07 % |

|  | 15.76 % |

|  | 4.46 % |

|  | 3.33 % |

|  | 2.98 % |

|  | 3.75 % |

|  | 0.03 % |

|  | 100 % |

### Distrito 20. Cosoleacaque
|  | 50.00 % |

|  | 25.99 % |

|  | 5.74 % |

|  | 4.12 % |

|  | 3.64 % |

|  | 3.27 % |

|  | 1.77 % |

|  | 1.76 % |

|  | 3.65 % |

|  | 0.04 % |

|  | 100 % |